# Antti Kuisma
Antti Sakari Kuisma (Jyväskylä, 23 febbraio 1978) è un ex combinatista nordico finlandese.

## Biografia
In Coppa del Mondo esordì il 3 gennaio 2000 a Oberwiesenthal (48°) e ottenne l'unica vittoria, nonché unico podio, l'11 febbraio 2005 a Pragelato.
In carriera prese parte a un'edizione dei Giochi olimpici invernali, Torino 2006 (17° nell'individuale, 3° nella gara a squadre), e a due dei Campionati mondiali (4° nella gara a squadre a Oberstdorf 2005 il miglior risultato).

## Palmarès

### Olimpiadi
- 1 medaglia:
  - 1 bronzo (gara a squadre a Torino 2006)

### Coppa del Mondo
- Miglior piazzamento in classifica generale: 30º nel 2002 e nel 2005
- 1 podio (a squadre):
  - 1 vittoria

#### Coppa del Mondo - vittorie
| Data             | Località  | Nazione | Trampolino                  | Spec.                                              |
| ---------------- | --------- | ------- | --------------------------- | -------------------------------------------------- |
| 11 febbraio 2005 | Pragelato | Italia  | Stadio del Trampolino HS140 | T LH/3x5 km (con Jouni Kaitainen e Hannu Manninen) |

Legenda:

T = gara a squadre

LH = trampolino lungo